# Fome no Brasil
A fome no Brasil é um problema que persiste no país. Apesar da grande extensão territorial do Brasil e de seu enorme potencial agrícola, problemas como a desigualdade social e a concentração fundiária fazem com que pessoas ainda não tenham o suficiente para sua nutrição, apesar de o país produzir alimentos em quantidade suficiente para todos.
A luta contra a fome no Brasil teve uma atenção especial durante o governo Lula, quando foram criados programas sociais como o Fome Zero e o Bolsa Família, buscando fazer distribuição direta de renda. Em 2014, pela primeira vez, o Brasil saiu do Mapa da Fome da ONU.
Entretanto, devido às consequências da crise econômica brasileira de 2014, o Brasil voltou ao Mapa da Fome em 2018. A situação piorou bastante nos anos seguintes, pois, somada à crise de 2014, veio a crise causada pela Pandemia de COVID-19.

## Crise em 2021
Uma crise de fome ocorreu no Brasil em 2021. Até o momento não foram relatadas mortes oriundas desta crise, porém, há relatos de pessoas chegando em unidades de saúde com sintomas de inanição. Atualmente é estimado que o Brasil tenha ao menos 119 milhões de pessoas com alguma privação alimentar pela crise, sendo destes, cerca 19 milhões passando fome diariamente. Segundo especialista da Rede Brasileira de Pesquisa em Soberania e Segurança Alimentar e Nutricional, esta é a pior crise de fome enfrentada nos últimos anos pelo Brasil.
A crise financeira causada principalmente pela COVID-19 e pela alta inflação afetam diretamente os brasileiros, com o aumento exponencial dos preços de produtos básicos e a redução da renda de desempregados e autônomos. As políticas públicas voltadas para estabilidade social como o programa de auxílio emergencial e o auxílio Brasil não conseguem compensar os gastos mensais com comida de brasileiros afetados pela crise da COVID-19.
Outra causa é a falta de políticas de combate à fome. Estas políticas — comuns nos governos dos presidentes Lula e Dilma — são praticamente inexistentes no governo Bolsonaro. Estas políticas criticadas pelo mesmo antes da crise poderiam ter amenizado a situação caótica que está sendo instaurada em todo território nacional, os auxílios sociais planejados atualmente pelo governo federal não conseguem atualizar seus preços em relação com os crescentes preços de produtos essenciais (como o gás de cozinha e a cesta básica), assim não garantindo que mesmo com o auxílio, uma família consiga se alimentar durante um mês inteiro.
Alguns casos estão sendo relatados por todo o país que apresentam a crise que está sendo instaurada, sendo eles:
- Em Brasília no Distrito Federal, um homem foi flagrado gritando em busca de comida em meio á condomínios. O homem pedia leite e pão para alimentar sua família enquanto ressaltava que estava com fome. A atitude do homem foi considerada uma atitude de desespero de alguém que realmente estava em um processo crescente de inanição, assim demonstrado pela sua ansiedade e irritabilidade em seu gesto.[15]
- Em Fortaleza no Ceará, pessoas foram flagradas atacando um caminhão de lixo que passava em frente a um supermercado em busca de comida descartada pelo mesmo. A imagem de uma família inteira dentro da caçamba de um caminhão de resíduos orgânicos circulou o mundo.[16]
- No estado de São Paulo, diversas pessoas foram flagradas desmaiando em filas de unidades de pronto atendimento por conta da fome, médicos começaram á relatar um crescente numero de cidadãos procurando consultas médicas para pedir alimentos.[17]
- No estado do Rio de Janeiro, existem relatos de professores assustados com crianças que estão consumindo carne de gambás para ter o que comer, a venda da carne do animal é proibida por razões sanitárias.[18]
- Professores relatam o desmaio por fome de alunos em escolas estaduais em comunidades carentes.[19]

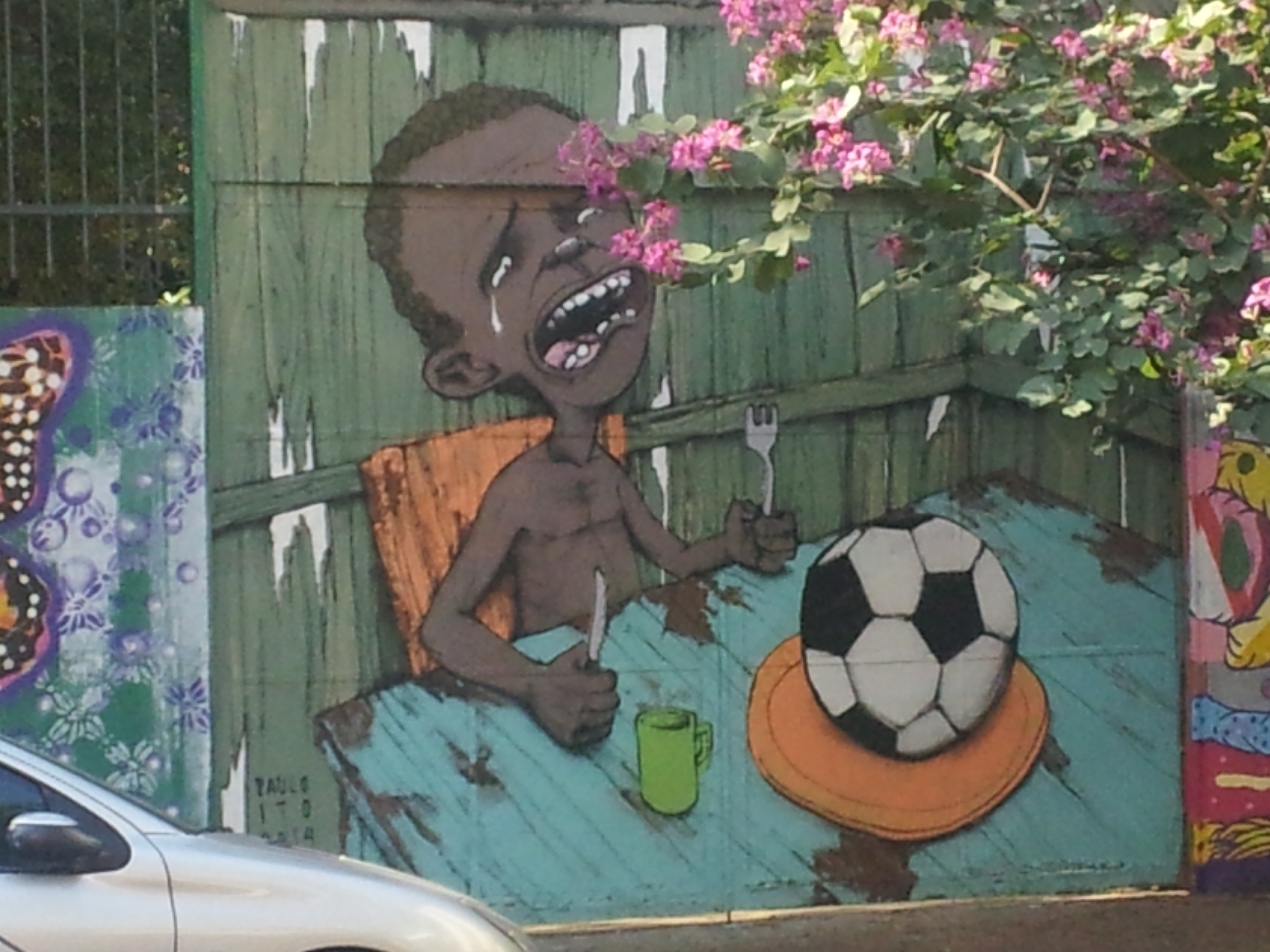